# Jan Michał Raspazjan
Jan Michał Raspazjan ps. Futurepunk, Spaz, Mehehe (ur. 1982 w Mikołowie) – polski artysta plastyk, malarz, twórca murali.

## Życiorys

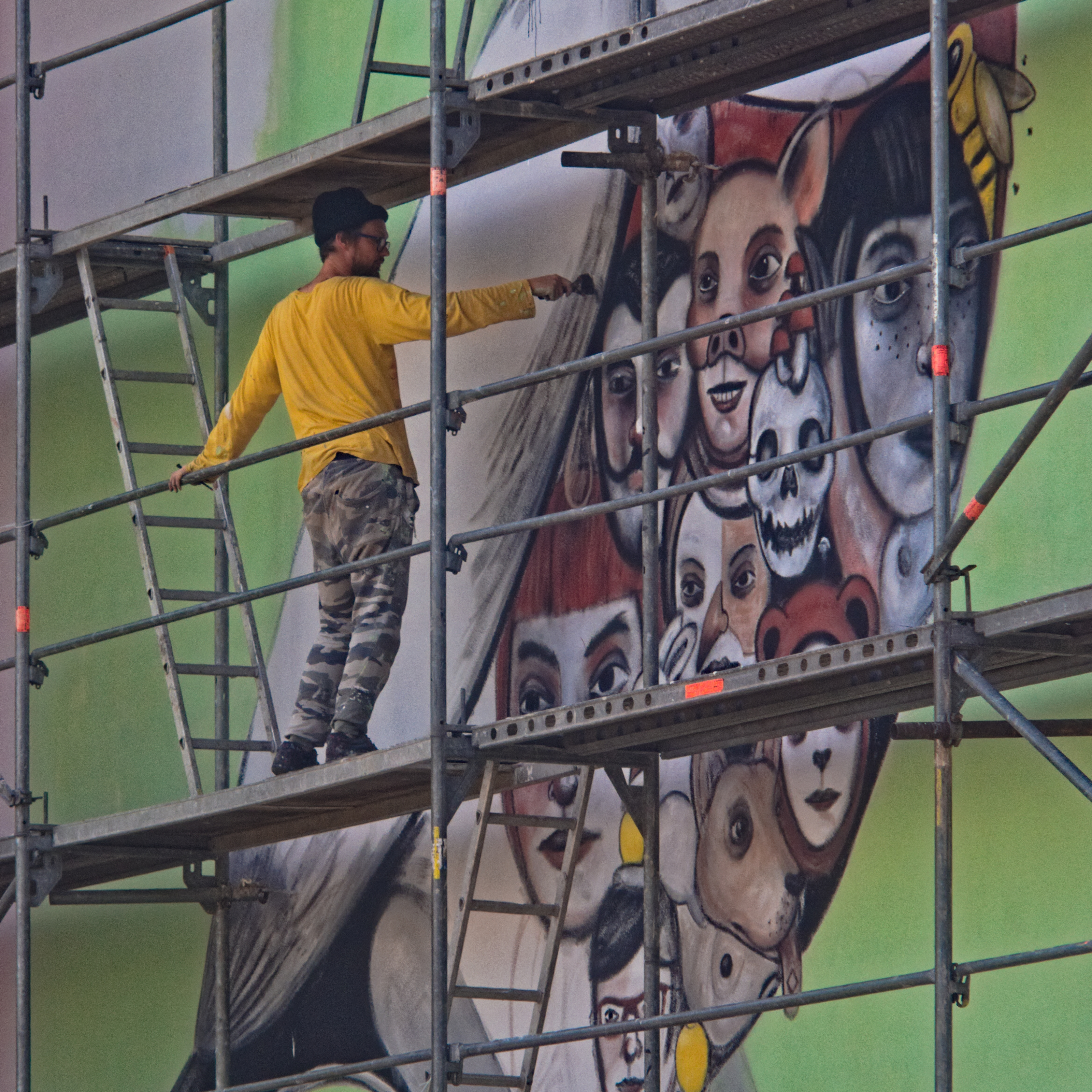
Raspazjan podczas malowania muralu w Bytomiu (2019)

Swoją drogę artystyczną rozpoczął od tworzenia graffiti w latach 90. XX wieku. Zajmuje się grafiką, fotografią, malarstwem sztalugowym, street artem – tworzy murale. Jest także animatorem kultury i pracownikiem socjalnym, został współzałożycielem grupy teatralnej LineAct oraz fundacji Modro, której zespołu jest członkiem. Pracuje i mieszka w Katowicach.

## Nagrody
Otrzymał nagrodę Marszałka Województwa Śląskiego dla młodych twórców za działalność artystyczną, tj. „za osiągnięcia w dziedzinie muralu” w 2012 roku, został wybrany Mikołowianinem Roku (2012).

## Twórczość
Prace Raspazjana charakteryzują się m.in. wykorzystaniem motywów ze śląskiej demonologii w połączeniu z formami abstrakcyjnymi czy typograficznymi. 7 grudnia 2018 w Katowicach odbyła się jednodniowa wystawa prac Raspazjana i Erwina Sówki, której towarzyszyła instalacja Tajnego projektu. Słoweńska firma odzieżowa wykorzystała grafikę Raspazjana jako wzór na tkaninie jednego ze swoich modeli legginsów nazwanych Raspazjan P1.
Wybrane prace:
- mural dla Galerii Szyb Wilson w Katowicach (2010)[11], z postacią Utopca[12]
- mural na ogrodzeniu Śląskiego Ogrodu Zoologicznego (2010, we współpracy z Moną Tusz)[13]
- mural na elewacji Domu Aniołów przy ul. Gliwickiej 148 w Katowicach (2011, we współpracy z Moną Tusz)[14][15]
- mural przy ul. ks. Józefa Szafranka w Mikołowie (2013), pierwsze tego typu wielkoformatowe dzieło ścienne w tymże mieście[8]
- mural przy ul. Henryka Sienkiewicza 39 w Łodzi (2015), wykonany w ramach Festiwalu Energia Miasta[3]
- mural na ścianie Galerii Katowickiej[16] w Katowicach (2015), wykonany w ramach projektu „Zakorzenieni”[17]
- Gwarki 2.0 – ptaki na wieży wyciągowej szybu Warszawa II Kopalni Węgla Kamiennego Katowice na terenie Muzeum Śląskiego w Katowicach (2015)[18]
- mural na ścianie kamienicy przy placu św. Jana w Jaworznie (2016)[19][2]
- mural w Katowicach-Dąbrówce Małej (2018), nawiązujący do filmu Angelus[20][21].

## Galeria

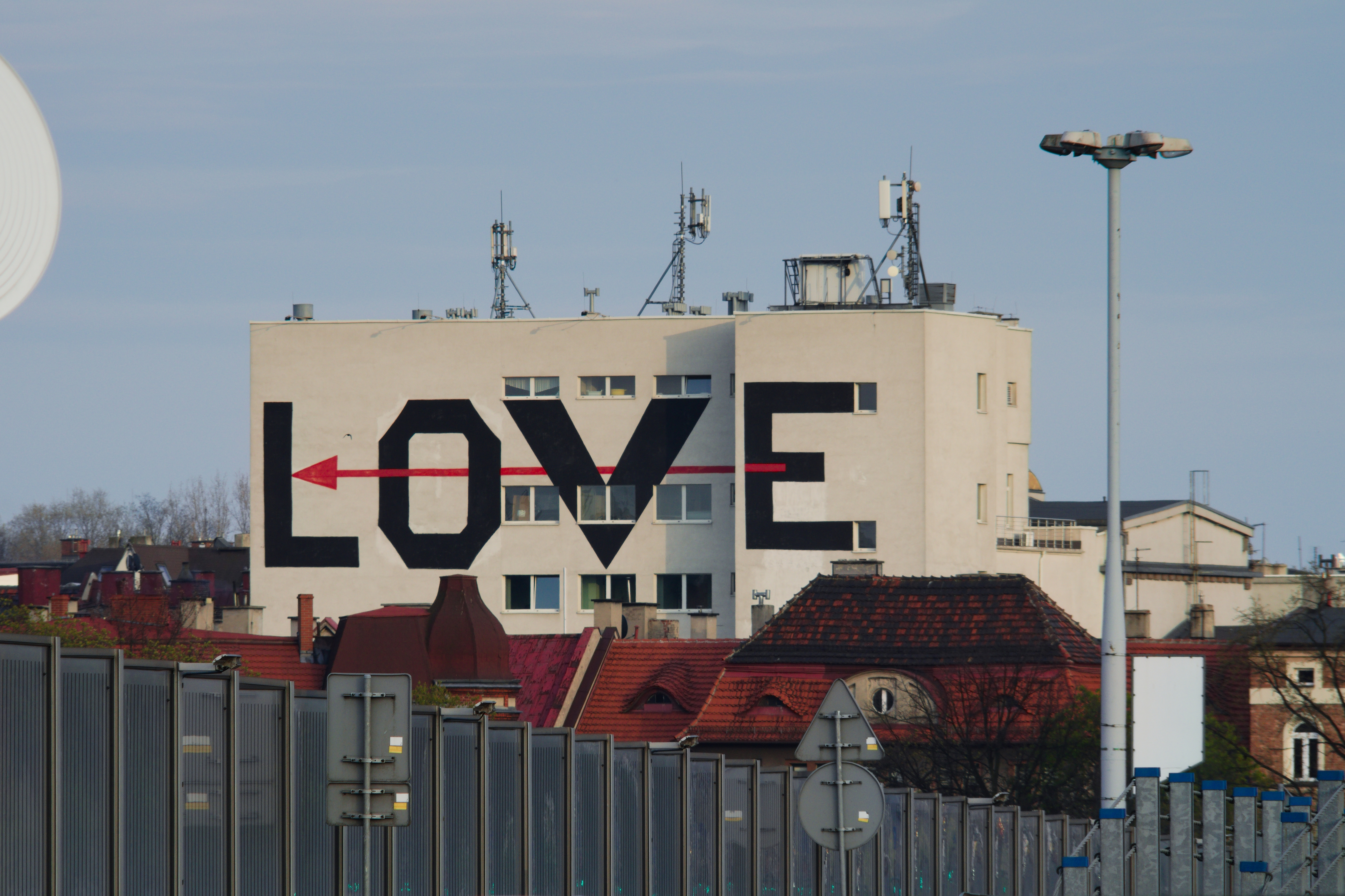
Mural w Chorzowie (2021)
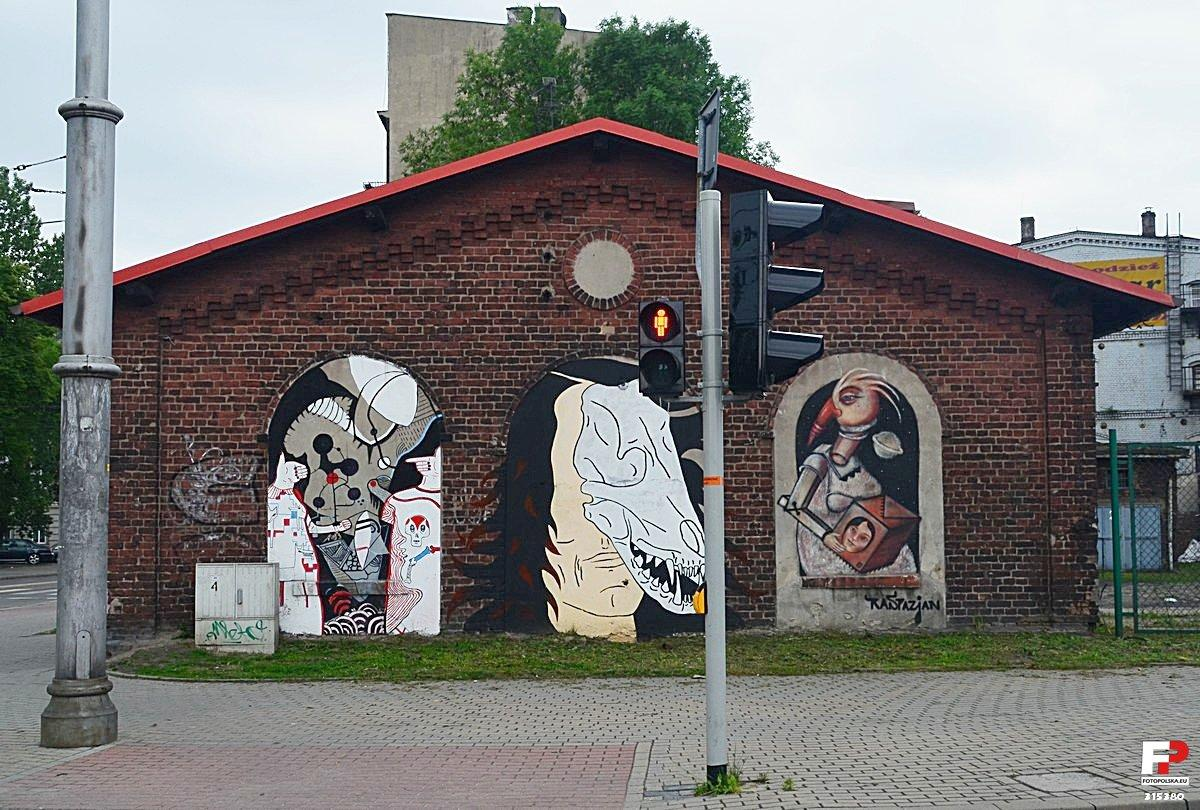
Mural Raspazjana w Katowicach przy ul. Gliwickiej (2012)
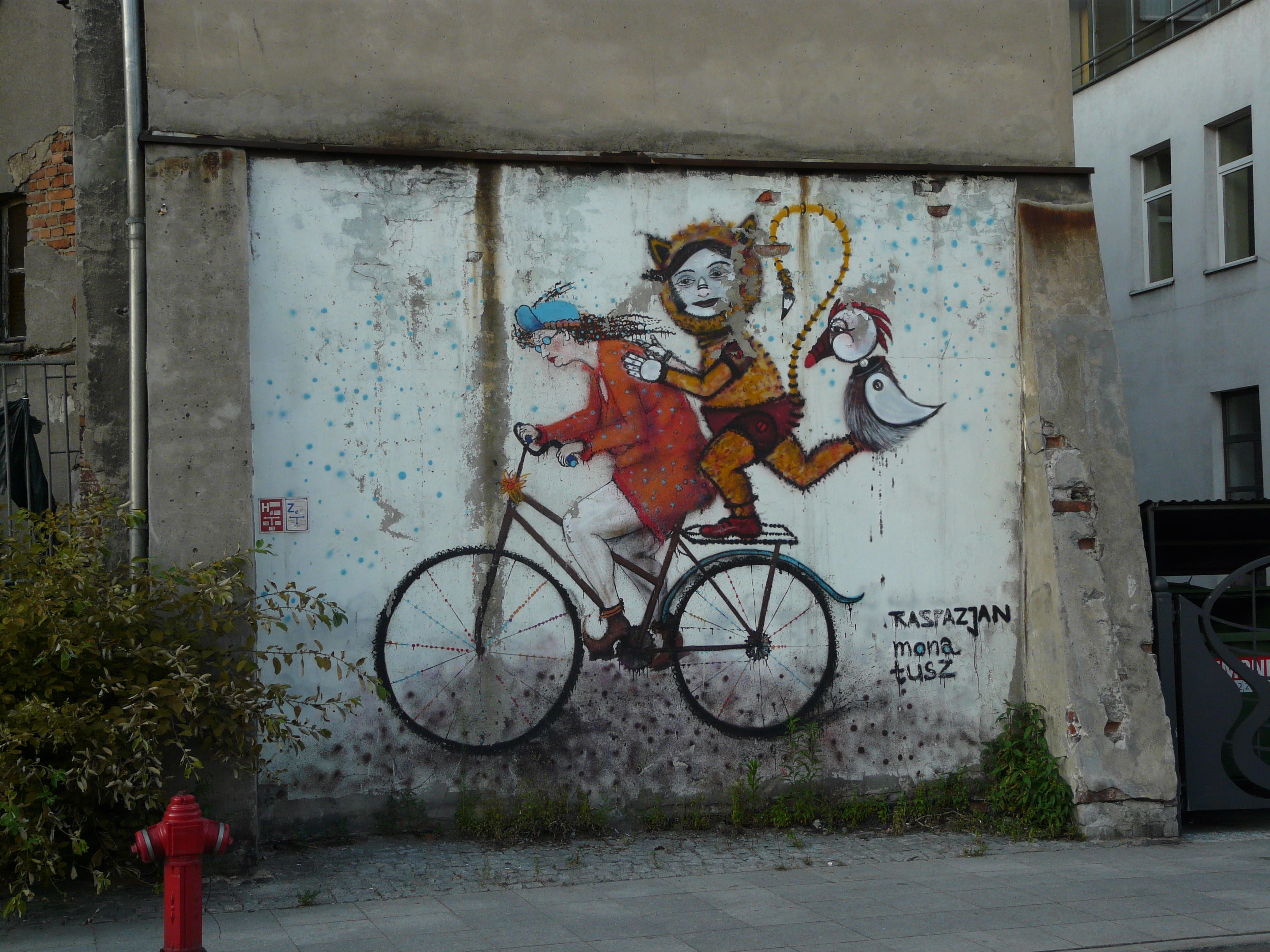
Mural Mony Tusz i Raspazjana w Katowicach (2013)
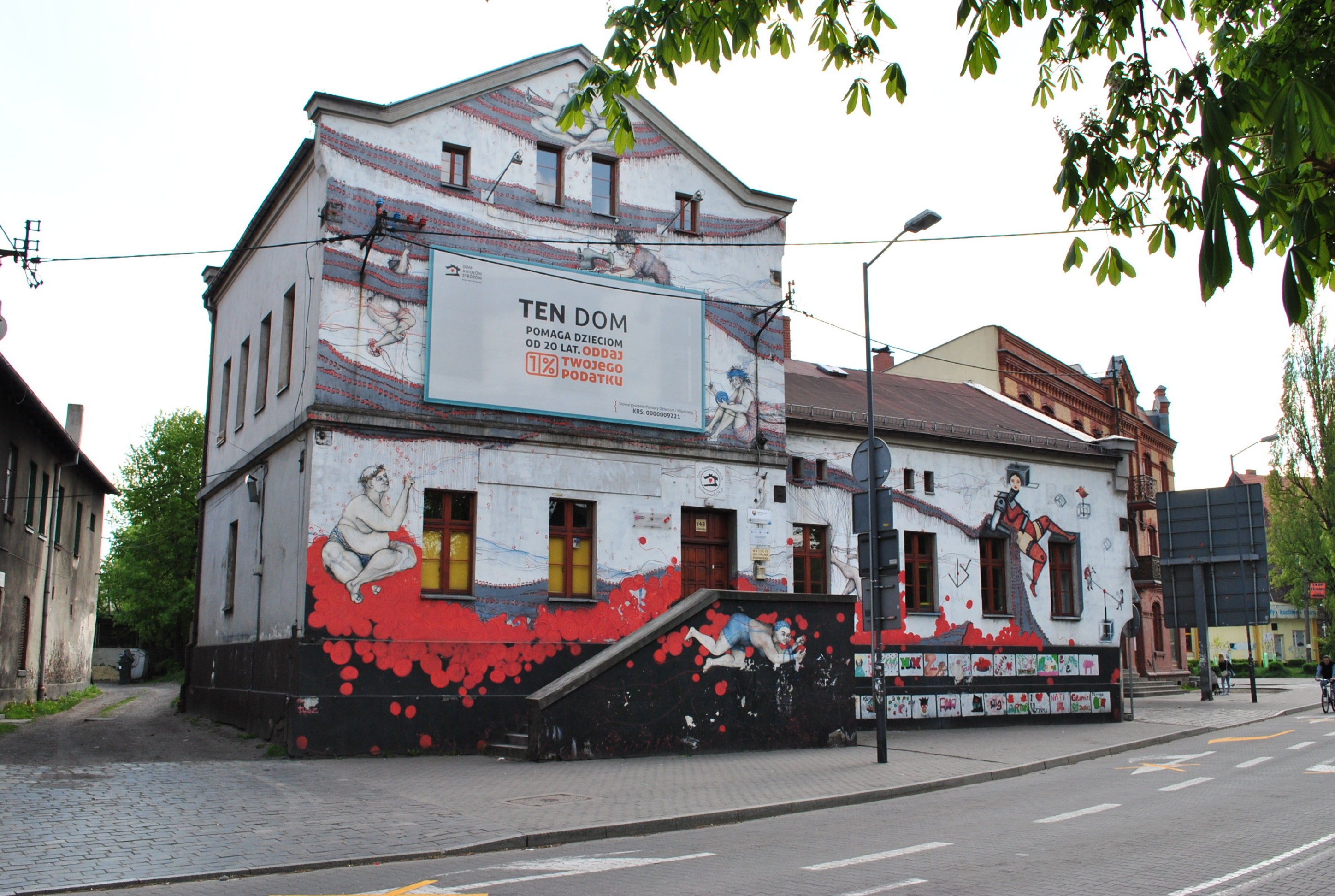
Mural na elewacji Domu Aniołów w Katowicach (2015)
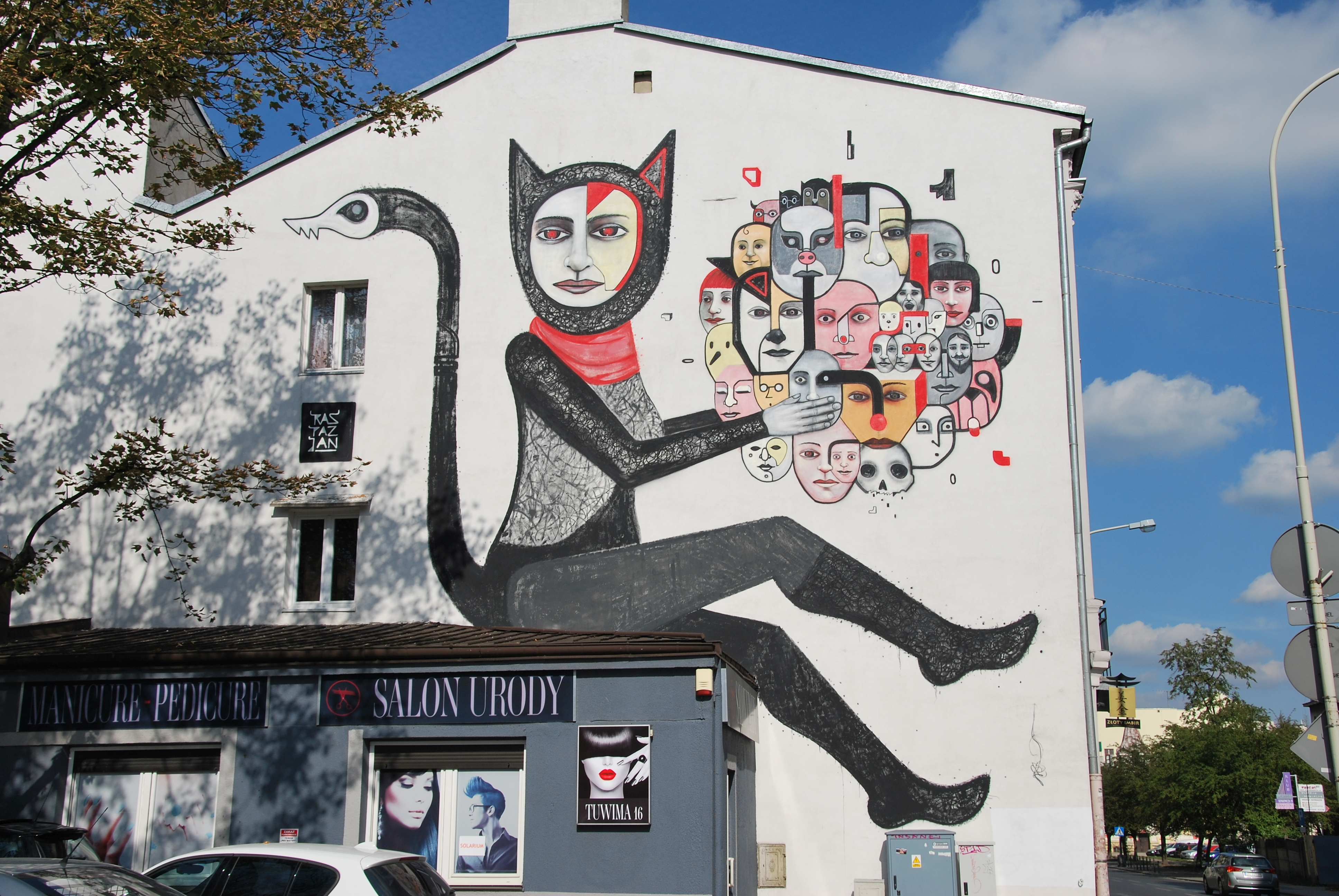
Mural Raspazjana w Łodzi (2015)
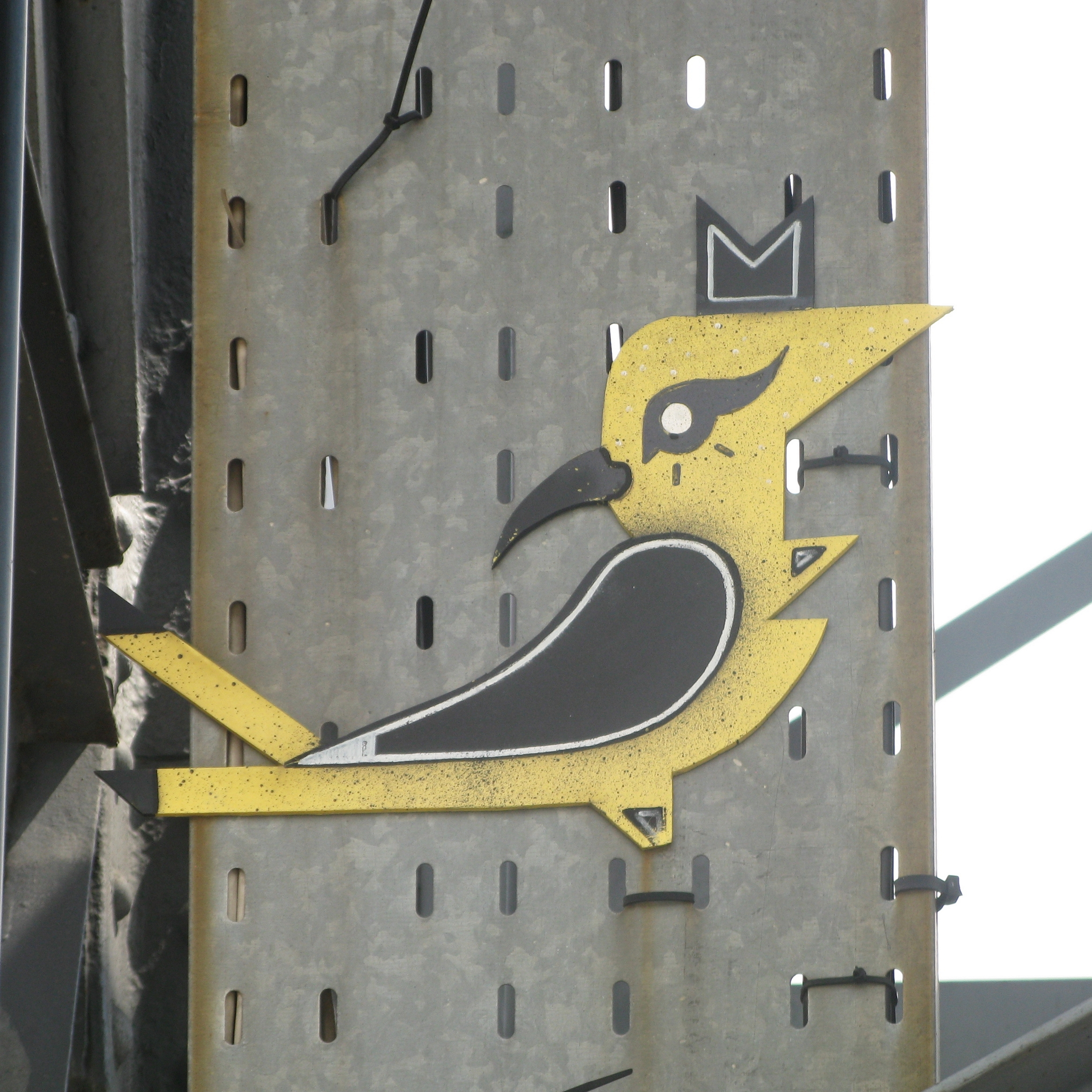
Element dzieła Gwarki 2.0 na wieży szybu Warszawa II w Katowicach (2018)
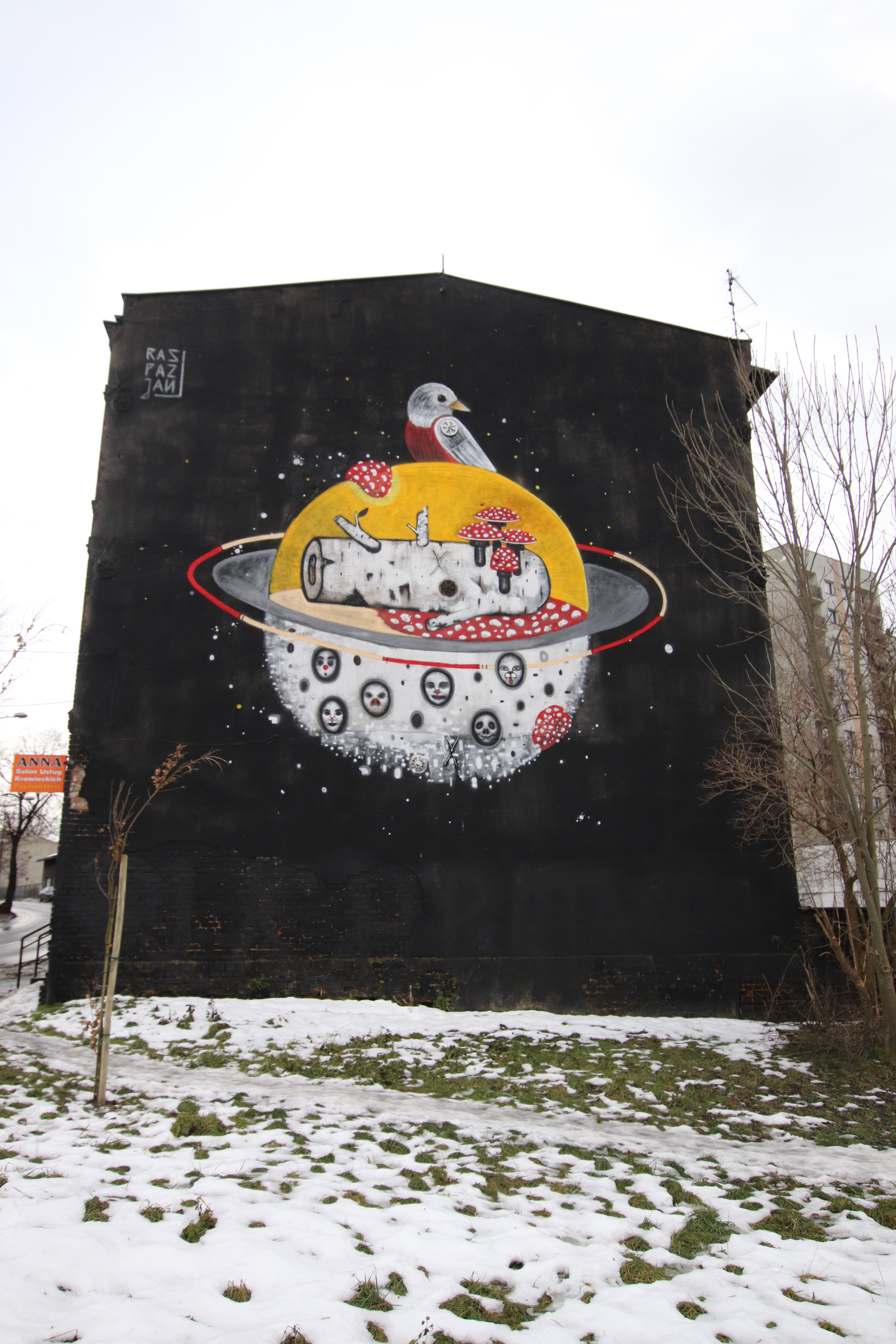
Mural Saturn w Katowicach (2021)